# Герра, Николас
Николас Герра (исп. Nicolás Guerra; род. 9 января 1999, Сантьяго) — чилийский футболист, нападающий клуба «Универсидад де Чили».

## Клубная карьера
Энрикес — воспитанник клуба «Универсидад де Чили». 14 октября 2017 года в матче против «Депортес Антофагаста» он дебютировал в чилийской Примере. 17 февраля 2018 года в поединке против «Сан-Луис Кильота» Николас забил свой первый гол за «Универсидад де Чили».